# 3e cérémonie des International Indian Film Academy Awards
La 3e cérémonie des International Indian Film Academy Awards s'est déroulée en 2002, et a récompensé les performances des artistes du cinéma indien.

## Palmarès

### Récompenses populaires
| Catégorie                               | Lauréat                                                 |
| --------------------------------------- | ------------------------------------------------------- |
| Meilleur film                           | Lagaan: Once Upon a Time in India de Ashutosh Gowariker |
| Meilleur réalisateur                    | Ashutosh Gowariker (Lagaan: Once Upon a Time in India)  |
| Meilleur acteur                         | Aamir Khan (Lagaan: Once Upon a Time in India)          |
| Meilleure actrice                       | Tabu (Chandni Bar)                                      |
| Meilleur acteur dans un second rôle     | Saif Ali Khan (Dil Chahta Hai)                          |
| Meilleure actrice dans un second rôle   | Jaya Bachchan (Kabhi Khushi Kabhie Gham...)             |
| Meilleur acteur dans un rôle de méchant | Akshay Kumar (Ajnabee)                                  |
| Meilleur acteur dans un rôle comique    | Govinda                                                 |
| Meilleur compositeur                    | A.R. Rahman (Lagaan: Once Upon a Time in India)         |
| Meilleur parolier                       | Javed Akhtar (Lagaan: Once Upon a Time in India)        |
| Meilleur chanteur de playback           | Sonu Nigam (Kabhi Khushi Kabhie Gham...)                |
| Meilleure chanteuse de playback         | Asha Bhosle                                             |

### Récompenses spéciales
- Récompense pour l'ensemble d'une carrière : Sadhana
- Contribution exceptionnelle indienne au cinéma international : Waheeda Rehman
- Contribution précieuse au cinéma indien : Shammi Kapoor
- Personnalité de l'année (prix Electrolux Kelvinator) : Amitabh Bachchan
- Visages de l'année (prix Sony) : Bipasha Basu, Gracy Singh et Arjun Rampal

### Récompenses techniques
| Catégorie                          | Lauréat                                                |
| ---------------------------------- | ------------------------------------------------------ |
| Meilleure direction artistique     | Sharmista Roy (Kabhi Khushi Kabhie Gham...)            |
| Meilleure photographie             | Santosh Sivan (Asoka)                                  |
| Meilleur montage                   | Bhallu Saluja                                          |
| Meilleure chorégraphie             | Farah Khan (Dil Chahta Hai)                            |
| Meilleure histoire                 | Ashutosh Gowariker (Lagaan: Once Upon a Time in India) |
| Meilleur scénario                  | Farhan Akhtar (Dil Chahta Hai)                         |
| Meilleurs dialogues                | Karan Johar (Kabhi Khushi Kabhie Gham...)              |
| Meilleure musique d'accompagnement | Babloo Chakvorty                                       |
| Meilleurs costumes                 | Manish Malhotra                                        |
| Meilleur maquillage                | Mickey Contractor                                      |
| Meilleur doublage                  | Anil Mathur et Nakul Kamte                             |
| Meilleurs effets spéciaux          | Paul Sims                                              |